# بريطانيا ما قبل التاريخ
استوطنت عدة أنواع من البشر بريطانيا العظمى بشكل متقطع لما يقرب من مليون سنة. يعتبر الغزو الروماني لبريطانيا عام 43 بعد الميلاد بداية للتاريخ المسجل، على الرغم من توفر بعض المعلومات التاريخية قبل ذلك الوقت.
وجد في هايسبرو على ساحل نورفك أقدم دليل على استيطان بشري يعود إلى 900,000 عام، إذ عُثر على أدوات حجرية وآثار أقدام على الأرجح خلفها أسلاف الإنسان. وتعود أقدم الأحافير البشرية، التي يبلغ عمرها نحو 500,000 عام، إلى إنسان هايدلبيرغ في بوكسجروف، ساسكس. في ذلك الوقت، كانت بريطانيا متصلة بالقارة من خلال سلسلة من التلال الطباشيرية بين جنوب شرق إنجلترا وشمال فرنسا تسمى طية ريلد أرتوا المحدبة، ولكن خلال الدور الجليدي الأنجلياني منذ نحو 425,000 عام، اخترق فيضان ضخم هذه التلال، ما أدى إلى خلق القناة الإنجليزية (بحر المانش). بعد ذلك أصبحت بريطانيا جزيرة، عندما ارتفعت مستويات سطح البحر ما بين الأدوار الجليدية.
عُثر على حفريات لإنسان نياندرتال المبكر، يرجع تاريخها إلى نحو 400,000 عام في سوانسكومب في كنت، وإنسان نياندرتال الكلاسيكي الذي يبلغ عمره نحو 225,000 عام في بونتنيويد في ويلز. وكانت بريطانيا خالية من البشر ما بين فترتي 180,000 و60,000 سنة، حين عاد إنسان نياندرتال. وقبل 40 ألف سنة انقرض النياندرتال، ووصل الإنسان الحديث إلى بريطانيا. لكن فترات الاستيطان كانت قصيرة ومتقطعة بسبب المناخ الذي تأرجح بين درجات حرارة منخفضة وتحول الموائل إلى تندرا وبين العصور الجليدية القاسية التي جعلت بريطانيا غير صالحة للسكن لفترات طويلة. وانتهى آخر هذه العصور الجليدية، درياس الأصغر، منذ نحو 11,700 عام، ومنذ ذلك الحين ظلت بريطانيا مستوطنة بشكل مستمر. كانت بريطانيا وأيرلندا آنذاك متصلتين بالقارة، لكن ارتفاع مستوى سطح البحر أدى إلى قطع الجسر البري بين بريطانيا وأيرلندا منذ 11 ألف عام. واستمر وجود سهل كبير بين بريطانيا وأوروبا القارية، يُعرف باسم دوغرلاند، لفترة أطول، ربما حتى نحو 5600 قبل الميلاد.
تقع بريطانيا على أطراف أوروبا، وقد وصلتها الإنجازات التقنية والثقافية الأوروبية في وقت متأخر كثيرًا بالنسبة لجنوب أوروبا ومنطقة البحر الأبيض المتوسط خلال عصور ما قبل التاريخ. بحلول عام 4000 قبل الميلاد، كانت الجزيرة مأهولة بأشخاص ما زالوا يعيشون حضارة العصر الحجري الحديث. وكان لهؤلاء السكان من العصر الحجري الحديث أصل كبير من المجتمعات الزراعية الأولى في الأناضول، ما يشير إلى أن الهجرة الرئيسية رافقت الزراعة. تميزت بداية العصر البرونزي وحضارة القدور الجرسية بتغير سكاني أكبر، وهذه المرة تسببت بنزوح أكثر من 90٪ من سكان العصر الحجري الحديث في بريطانيا. جرى توثيق ذلك من خلال الدراسات الحديثة للحمض النووي القديم التي توضح أن المهاجرين يعودون بشكل كبير إلى سلالة السهوب الأوراسية من العصر البرونزي، المرتبطة بانتشار اللغات الهندية الأوروبية وحضارة يامنايا.
لا توجد لغة مكتوبة معروفة لسكان بريطانيا قبل الرومان؛ لذلك، فإن تاريخ بريطانيا وثقافتها وطريقة الحياة ما قبل الرومانية معروفة بشكل رئيسي من خلال الاكتشافات الأثرية. على الرغم من أن الدليل الرئيسي لهذه الفترة هو أثري، إلا أن الأدلة الجينية المتاحة تتزايد، ووجهات نظر ما قبل التاريخ البريطاني تتطور وفقًا لذلك. وتشكل الأسماء الجغرافية وما شابه ذلك قدرًا صغيرًا من الأدلة اللغوية، من أسماء الأنهار والتلال، والتي جرت تغطيتها في المقالة حول بريطانيا ما قبل الكلت والغزو الكلتي.
كتب الملاح اليوناني بيثياس أول سجل مكتوب مهم لبريطانيا وسكانها، وقد استكشف المنطقة الساحلية لبريطانيا نحو عام 325 قبل الميلاد. ومع ذلك، قد تكون هناك بعض المعلومات الإضافية عن بريطانيا في قصيدة أورا ماريتيما (ساحل البحر)، وهو نص مفقود الآن ولكنه مدرج في كتابات المؤلف اللاحق أفينيوس. توضح الأدلة الأثرية أن البريطونيين القدماء كانوا يعملون في تجارة بحرية واسعة ولديهم روابط ثقافية مع بقية أوروبا منذ العصر الحجري الحديث فصاعدًا، لا سيما من خلال تصدير القصدير الذي كان متوفرًا بكثرة. كتب يوليوس قيصر أيضًا عن بريطانيا نحو عام 50 قبل الميلاد بعد حملتيه العسكريتين إلى الجزيرة في عامي 55 و54 قبل الميلاد. يُعتقد أن الغزو الفاشل خلال عام 54 قبل الميلاد كان محاولة لغزو جنوب شرق بريطانيا على الأقل.